# 普利尼圣母镇
普利尼圣母村（法語：Pouligny-Notre-Dame，法語發音：[puliɲi nɔtʁ dam]）是法国安德尔省的一个市镇，位于该省东南部，属于拉沙特尔区和拉沙特尔-圣塞韦尔市镇公共社区，其市镇面积为33.75平方公里，2022年1月1日时人口数量为641人。
普利尼圣母村是拉沙特尔-圣塞韦尔市镇公共社区的组成部分，是一个区域性的公路枢纽。

## 行政
普利尼圣母村的邮政编码为36160，INSEE市镇编码为36163。

## 地理

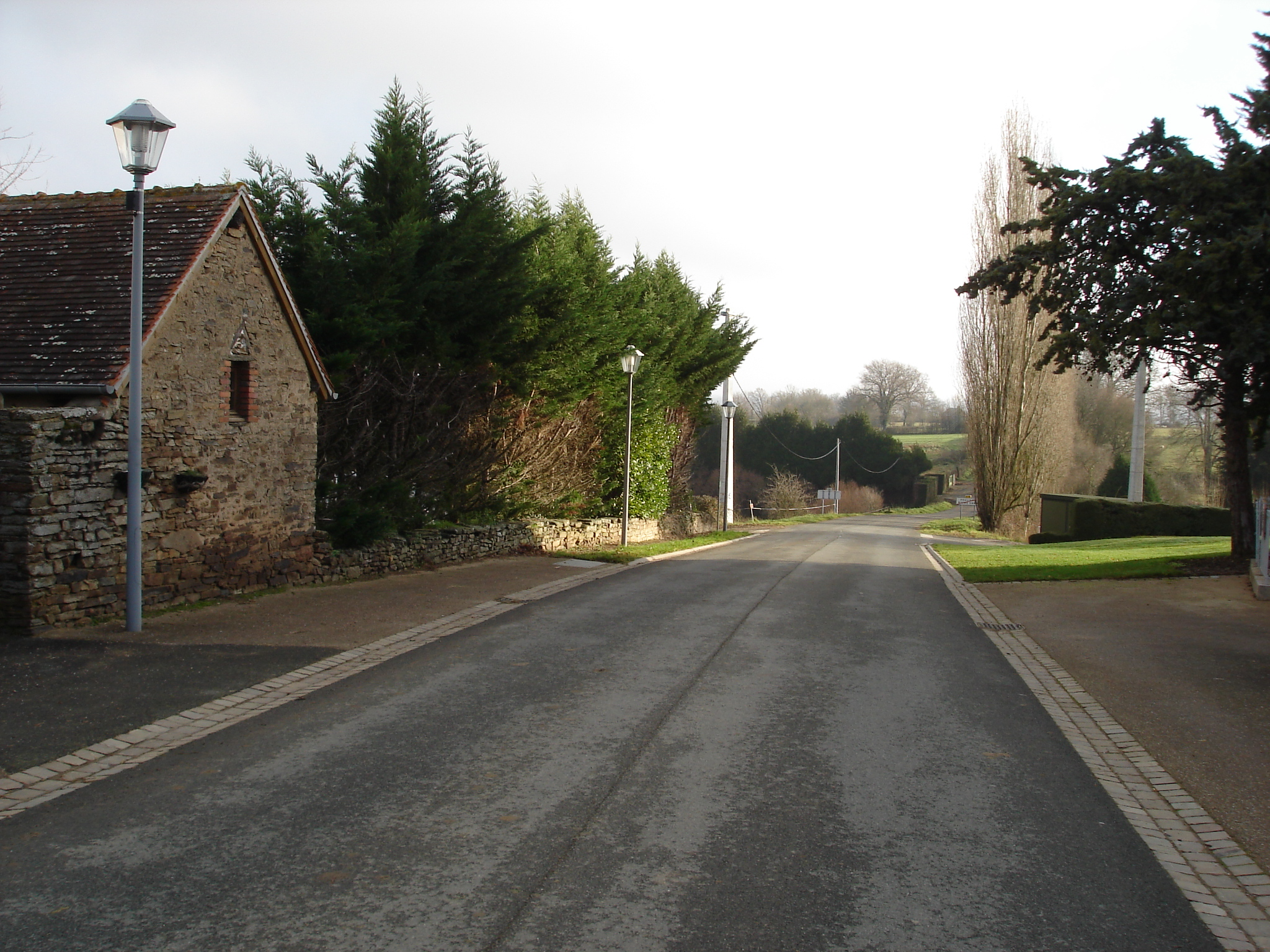
普利尼圣母村镇中心街道

普利尼圣母村（46°28'53"N, 2°0'12"E）位于法国中部略偏西，中央-卢瓦尔河谷大区南部偏西和安德尔省东南部。
与普利尼圣母村接壤的市镇包括：努济耶、沙西尼奥勒、克勒旺、普利尼圣马丹、安德尔河畔圣塞韦尔、萨兹赖。
安德尔河和库拉尔德河分别流经普利尼圣母村的东北部和西北部，属于卢瓦尔河流域。境内以浅丘为主，镇中心地势平坦。
按照柯本气候分类法，普利尼圣母村属于温带海洋性气候，全年温差较小，降水分布均匀。

## 历史
普利尼圣母村历史上长期为一普通村落，中世纪出现教堂，法国大革命后成为一个市镇。

## 交通
安德尔省省道D26D线、D54线和D940线经过普利尼圣母村境内。

## 政治
现任普利尼圣母村市长为萨米埃尔·德沃先生（Samuel Devaux）。

## 人口
| 年份   | 1936  | 1946  | 1954  | 1962 | 1968 | 1975 | 1982 | 1990 | 1999 | 2005 | 2010 | 2015 | 2017 |
| ------ | ----- | ----- | ----- | ---- | ---- | ---- | ---- | ---- | ---- | ---- | ---- | ---- | ---- |
| 人口數 | 1,046 | 1,023 | 1,002 | 883  | 773  | 698  | 664  | 661  | 605  | 639  | 615  | 700  | 720  |

## 社会
普利尼圣母村体育联盟（AS Pouligny-Notre-Dame）是当地的一支足球队，2020至2021赛季参加地方性的足球联赛。

## 景观

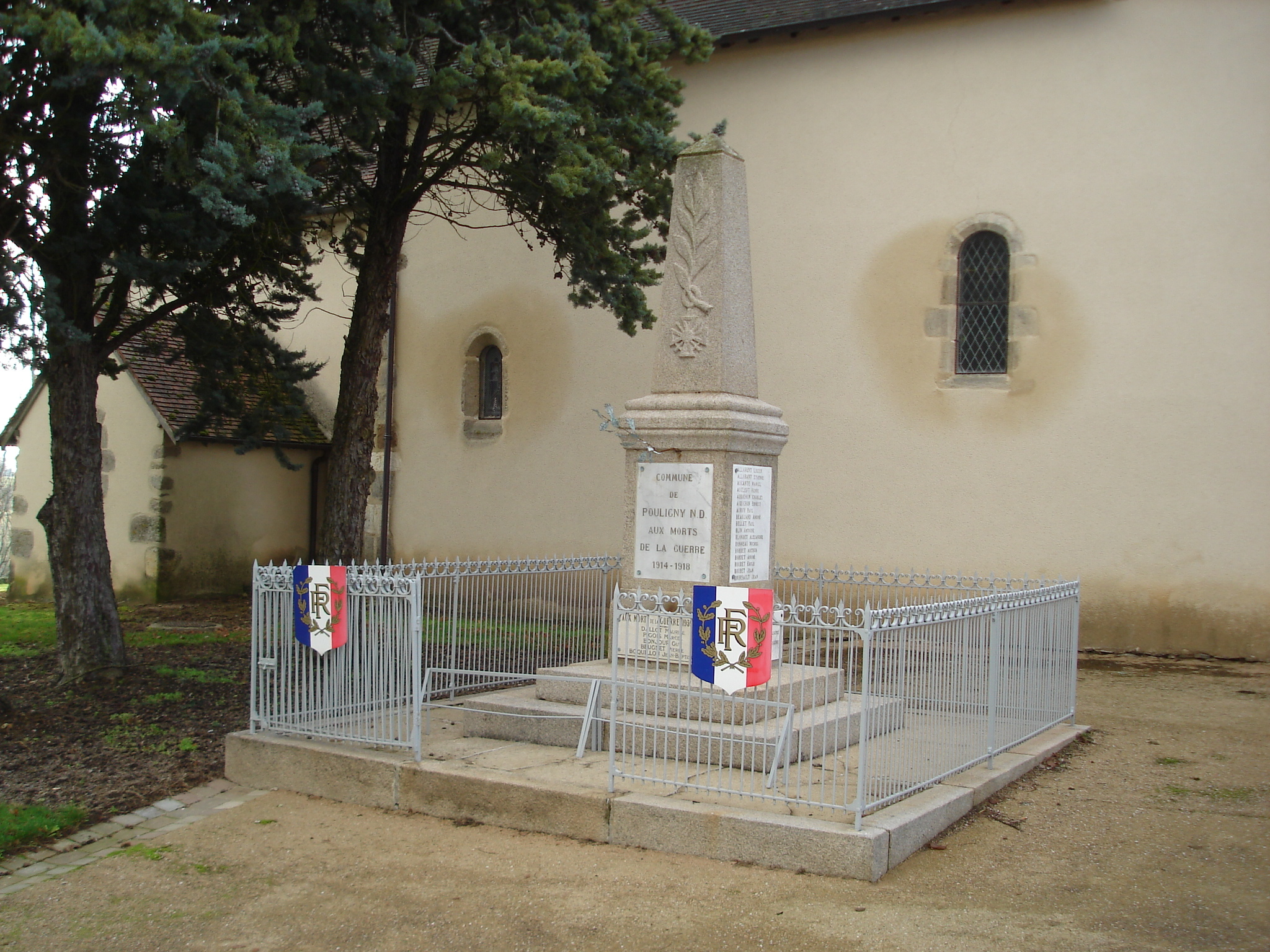
战争遇难者纪念碑

普利尼圣母村纪念有一处战争遇难者纪念碑。